# Amblosoma exile
Amblosoma exile är en plattmaskart. Amblosoma exile ingår i släktet Amblosoma och familjen Leucochloridiomorphidae. Inga underarter finns listade i Catalogue of Life.